# غوتشنارغات
غوتشنارغات (بالإنجليزية: Gotschnagrat)‏ هو أحد جبال سلسلة جبال الألب بليسور وجزء من القمة الأم يقع في كانتون غراوبوندن، سويسرا. يبلغ ارتفاع الجبل حوالي 2281 متر، بينما يبلغ ارتفاع نتوء الجبل متر.